# Мішари

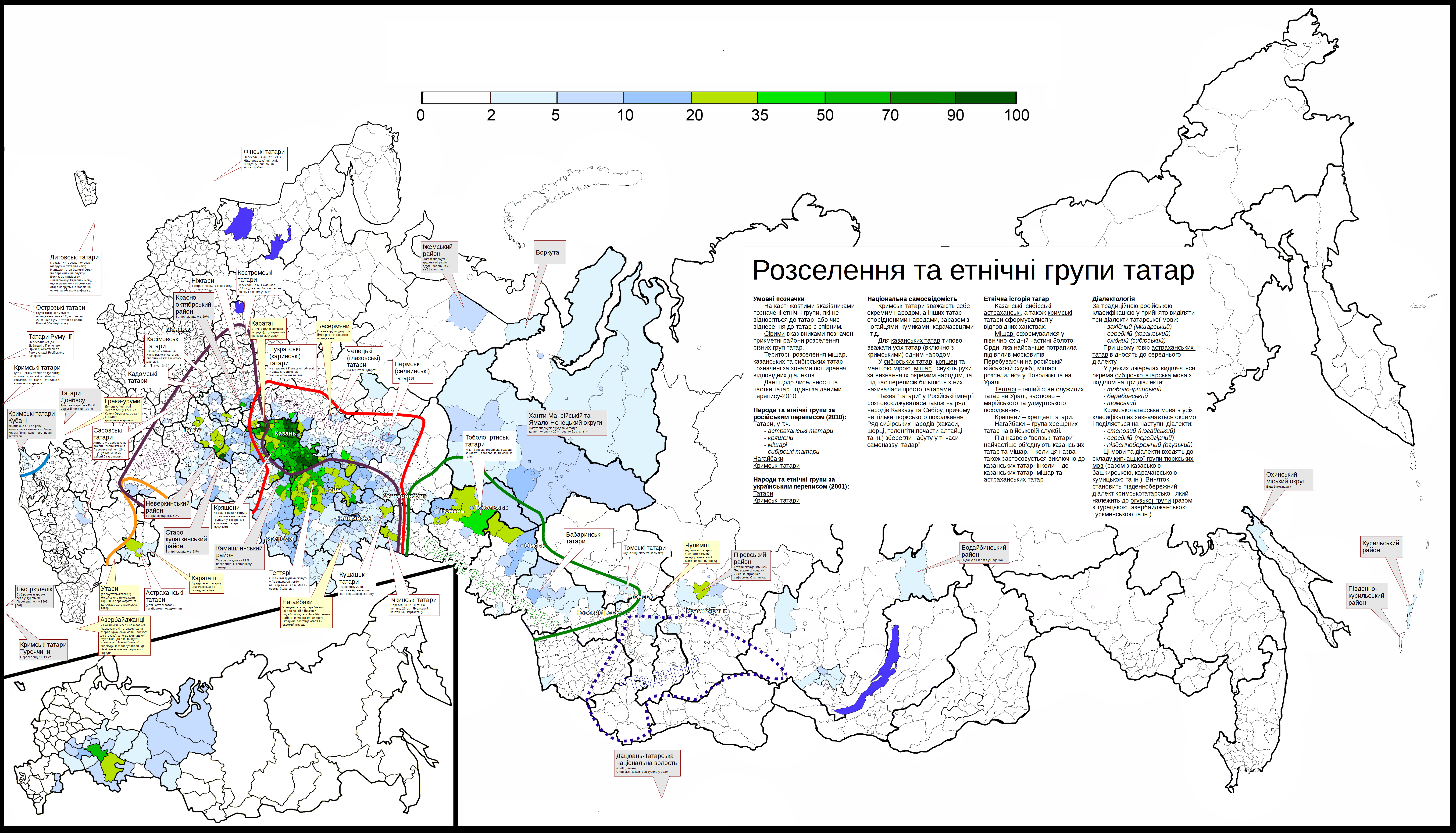
Розселення етнічних груп татар у Росії

Мішари або татари-мішарі (давнє мещєряки, тат. mişär, mişər tatarlari, мишәр, мишәр татарлары) — етнічна група татар. На відміну від казанських татар, формування етносу  мішар відбувалося на правобережжі Волги, аж до правобережжя Оки на півночі.
Простежується спорідненість мішар і буртасів. У часи Золотої Орди існував Міщарський юрт (тат. Mişәr yortı). Після розпаду Орди землі мішар не увійшли до складу Казанського ханства, а з кінця XV століття перебували у складі Московської держави. Мішари, на відміну від татар, які заселяли землі Касимовського ханства, участь в завоюванні Казанського ханства не брали. Наприкінці XVI століття уряд переселяє частину мішар на територію Башкирії. Міграція на Урал з волзького правобережжя активно тривала до середини XVIII століття.
У 1798—1865 мішари Уралу, на відміну від інших татар регіону, не платили ясак, а лічилися у військово-козачому стані разом з російськими козаками і башкирами. Зокрема вони несли прикордонну службу уздовж річки Яїк (Урал). У цей період активно формується етнічна самосвідомість мішар: у документах вони називають себе «ми мещерякський народ».
Після переводу мішар з військового стану в цивільний йде зближення їхньої самосвідомості з колишніми ясачними татарами, які тепер перебували, нарівні з мішарями, в стані державних селян.
В період формування татарської нації мішари втратили ряд ознак субетносу, в першу чергу – особлива самосвідомість. Але навіть в час Всесоюзного перепису населення СРСР 1926 року близько 200 тисяч чоловік ще віднесли себе до самостійної "народності" – "мішари".Стійкість етноніма мішар була пов'язана з незавершеністю консолідації волзько-уральських татар, в т.ч. і через напівстанового характеру групи мішар в Приураллі. Крім того, мішари мали і ряд мовних (особливий діалект) і культурних особливостей (зокрема, традиційно мішари не святкували сабантую і джієну, характерного для казанських татар). Проте в XX в. багато що з цих відмінностей зникло або сильно знівелювався. Зараз етнонім мишәр в основному зберігається лише як самоназва другого рівня.
Проте існує ряд сучасних досліджень, що ставлять перед собою мету виділити мішар перш за все як самостійну націю. Необхідно відмітити, що такі дослідження проводилися ще в часи дореволюційної Росії. У зв'язку з цим, показовою є стаття А.С.Гациського "Нижегородские татары - татары ли?" [Архівовано 27 жовтня 2004 у Wayback Machine.].

## Розселення татар-мішар

Мішарські князівства XV–XVI століть

Села татар-мішар найкомпактніше розташовані в Нижньогородській,  Пензенській, Ульяновській областях, на території республики Татарстан, республіки Мордовія, республіки Башкортостан і республіки Чувашія. Порівняно невеликі групи їх знаходяться в Самарський, Саратовський, Волгоградський і Оренбурзький областях. Ряд татарських селищ збереглося в Рязанський і Тамбовський областях. Крім того, частина татар-мішар  проживає в Середній Азії, на Кавказі, на Ставропіллі, Сибіру, Прибалтиці (м. Таллінн), в крупних містах Росії.
Найбільш стародавніми місцями їх проживання були сточища річок Цна і Мокша і, можливо, східні райони Мордовії (приблизно Лямбірський район). З районів стародавнього проживання, особливо із західної зони, протягом трьох з гаком сторіч (XVI-XIX століття) відбувалося поступове розселення мішар спочатку в східному, а потім і в південному і південно-східному напрямах.
Перший історичний етап розселення пов'язаний з будівництвом захисних ліній на південних і східних межах Московської держави, призначених для охорони їх від набігів кочівників. За період, приблизно, з 1578 по 1684 рік на території сучасних республік Мордовія, Рязанської, Тамбовської, Пензенської, Ульяновської, Самарської областей, а також правобережної частини Татарстану було створено три ряди захисних ліній. Одна з них - Симбірська, - крім того, була продовжена на території Закам'я (так звана межа Закамська, побудована в 1652-1657 роках). На будівництво укріплених ліній і охорону прямували головним чином мішарі, мордва і чуваші. У 1578 р. будується захисна лінія Алатирь-Арзамас-Темников і далі до Кадомської лінії. На цю лінію були переведені служиві татари з Кадома. На початку XVII століттяа, мабуть, у зв'язку з посиленням християнізації, вони пішли звідти в Алатирський повіт, де вже до 60-х років XVII століття був ряд мішарських селищ (Каргополь, Шубіно, Актуково, Уразовка, Ключищи, Тріазер, Ендовіще тощо), що увійшли згодом до складу Сергацького повіту.
У 30-ті роки XVII століття декілька на південь від першої захисної лінії була побудована нова, яка брала початок від Керенська  (нині м. Вадинськ) і йшла через Нижній і Верхній Ломови-Інсар-Потижський Острог-Шишкєєво-Саранськ-Атемар (м. Лямбірь) і далі йшла на Симбірськ. Серед переведених на цю лінію були мішари з Кадомського, Шацького і головним чином Темниковського повітів. Відомо, що до часу будівництва цих ліній тут існували такі села, як Аксеново, Тавла і Рейторське.
Поява мішар в межах Буїнського і Симбірського повітів (сучасна південно-західна частина Татарстану, південна частина Чувашії і північні райони Ульяновської області) також відноситься до середини XVII ст. і пов'язано з будівництвом Карлінський, Симбірський і Самарський захисних ліній, а також вольною колонізацією краю. Більшість з них прийнято вважати нащадками нижньогородських мішар.
У 1652-1657 роках була побудована Закамська захисна межа по лінії Ериклінськ-Тиїнськ-Білярськ-Ново-Шемшинськ-Кичуєвський Острог-Заїнськ-Мензилінськ. У XVIII столітті на південь від цієї лінії була проведена друга межа: Алексеєвськ-Красноярська-Сергіївськ-Кондурчинська-Черемшанська-Кичуйська. В межі Закам'я, що опинилися до кінця XIV-XV ст. малозаселеними унаслідок спустошливих війн і набігів, разом з іншими народами переселялися і мішари з різних районів їх проживання.
Переселення мішар продовжувалося і далі на схід. Так, на територію сучасної Башкирії воно почалося ще наприкінці XVI століття у зв'язку із спорудою міста-фортеці Уфи  в 1574 році і найінтенсивніше відбувалося в XVIII столітті.  Наприкінці XVIII століття мішари Пензенської губернії і Симбірського  намісництва у пошуках нових земель спрямувалися в Оренбурзький край. Переселення їх сюди продовжується аж до кінця XIX століття. Тут вони заснували ряд селищ, розташованих в суміжній з Башкирією північно-західній частині Оренбурзької області.
Розселення мішар відбувалося також в південному напрямі: в одних випадках це була вільна колонізація, а в інших землі давалися як нагорода за військові заслуги перед Московською державою. У другій половині XVIII ст. мішари з'явилися в Ставропіллі, переселившись туди з Пензенської, Рязанської, Тамбовської, Саратовської, Симбірської губерній.
Починаючи з другої половини XIX ст., мішари з'являються і в промислових районах Донбасу, Уралу, на Прикаспійських нафтових і рибних промислах. На початку XX ст. нижньогородські мішари, головним чином з числа жителів селищ Овечий Яр (тат. Куй Су) і Ключищи (тат. Суксу), переселилися в Таллінн (на 1978 р. чисельність їх становила близько 2000 чоловік) і в Фінляндію (близько 980 чоловік).

## Дворянство
У 1784 році мішарські мурзи були прирівняні до російського дворянства. Мішарське походження має татари-дворяні Акчурини, Біглови, Дашкини, Долатказини, Диваєви, Єнікєєви, Єнгалишеви, Кашаєви, Кудашеви, Кирєєви, Мамини, Мамлєєви, Муратови, Тенішеви, Терегулови, Чанишеви, Янбулатови.

## Мішарський (західний) діалект татарської мови
У татар-мішар розвинувся власний діалект татарської мови. Остаточно сформувався він ще на первинній території проживання його носіїв - в сточищі річки Цна і Мокша, в межах Мещери.
Основна класифікація ділить мішарський діалект татарської мови на цокаючи і чокаючі говори. До цокаючої групи говорів відносяться: сергацький, дрожжановський, чистопільський, мелекеський, байкибашевський. Цокаючий тип говорів розпався на два підтипи: темниковський і лямбірський. Темниковський підтип представляють власно-темниковський говір і говори населених пунктів, розташованих уздовж південної межі республіки Мордовія і північної межі Пензенської області аж до Рузаєвки; до них примикають говори деяких селищ південно-східної частини Пензенської області. Лямбірський підтип цокаючих говорів представлений лямбірським говором на сході республіки Мордовія.